# Дрёзе, Хорст
Хорст Дрёзе (нем. Horst Dröse, 23 ноября 1949, Франкфурт-на-Майне, ФРГ) — немецкий хоккеист (хоккей на траве), универсал. Олимпийский чемпион 1972 года. 

## Биография
Хорст Дрёзе родился 23 ноября 1949 года в немецком городе Франкфурт-на-Майне.
Начинал играть в хоккей в «Заксенхаузен-Форстхаусштрассе» из Франкфурта-на-Майне. В 1971—1975 годах выступал за «Франкфурт-1880», в составе которого пять раз за это время выигрывал Кубок европейских чемпионов, а в 1972 году завоевал золотую медаль чемпионата ФРГ по индорхоккею.
В 1972 году вошёл в состав сборной ФРГ по хоккею на траве на Олимпийских играх в Мюнхене и завоевал золотую медаль. Играл на позиции полузащитника, провёл 8 матчей, забил 2 мяча (по одному в ворота сборных Бельгии и Нидерландов).
11 сентября 1972 года удостоен высшей спортивной награды ФРГ — «Серебряного лаврового листа».
В 1975 году в составе сборной ФРГ завоевал бронзовую медаль на чемпионате мира в Куала-Лумпуре.
В 1976 году вошёл в состав сборной ФРГ по хоккею на траве на Олимпийских играх в Монреале, занявшей 5-е место. Играл на позиции полузащитника, провёл 6 матчей, забил 2 мяча (по одному в ворота сборных Индии и Испании).
В 1969—1978 годах провёл за сборную ФРГ 106 матчей, в том числе 92 на открытых полях, 14 в помещении.

## Семья
Дядя Хорста Дрёзе Карл Дрёзе (1913—1996) выступал за сборную Германии по хоккею на траве, в 1936 году завоевал серебро летних Олимпийских игр в Берлине.